# Palais Stenbock

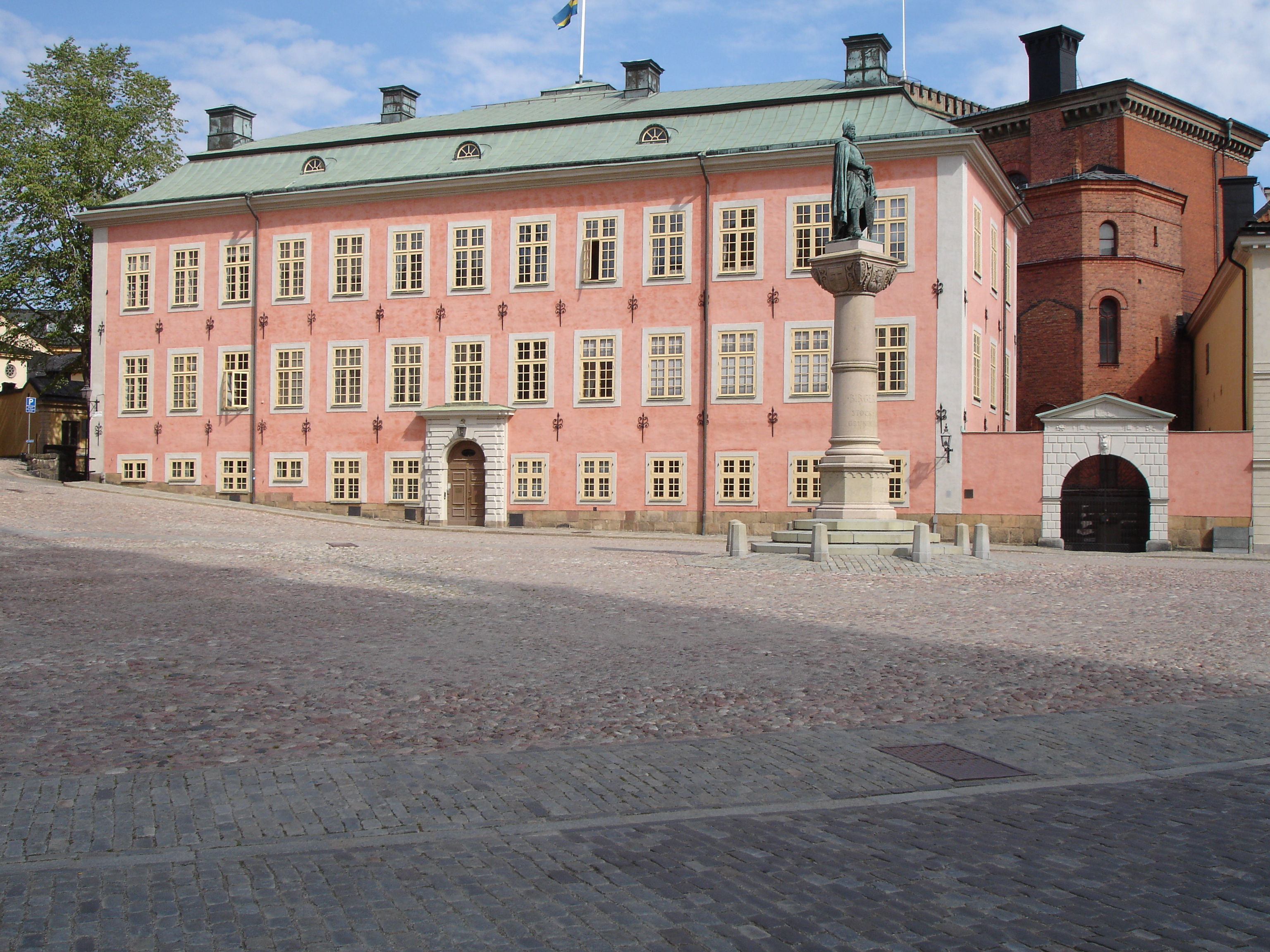
Palais Stenbockska

Le Palais Stenbock (en suédois Stenbockska palatset), situé 4 Birger Jarls Torg sur l'île de Riddarholmen, à Stockholm, a été construit vers 1640 par les architectes Nicodemus Tessin l'Ancien et, pour la décoration intérieure, Carl Hårleman, pour Gustaf Otto Stenbock et son épouse Christina Catharine de la Gardie. En 1865, les archives nationales y sont transférées tandis qu'est construit un nouveau bâtiment, accueillant actuellement les anciennes archives (en suédois Gamla Riksarkivet). 
Après le départ des archives nationales en 1968, le Palais de Stenbock est rénové de 1969 à 1971. Il sert de siège à la Cour administrative suprême de 1972 à 2009. Il abrite aujourd'hui (2013) un département de la Cour d'appel de Svea.
Le Palais de Stenbock est, tant pour son aspect extérieur que pour sa décoration intérieure, le mieux conservé des bâtiments de l'île de Riddarholmen.